# 柴田文三
柴田 文三（しばた ぶんぞう）は、日本の海軍軍人。最終階級は海軍大佐。

## 履歴
- 1920年（大正9年）3月31日 - （旧制）栃木県立栃木中学校卒業
- 1922年（大正11年）6月1日 - 海軍兵学校（50期）卒業
- 1923年（大正12年）9月20日 - 海軍少尉
- 1942年（昭和17年）4月1日 - 第26航空戦隊参謀
- 1943年（昭和18年）2月1日 - 第50航空戦隊参謀  
  - 4月1日 - 豊橋海軍航空隊司令
  - 11月1日 - 海軍大佐
- 1944年（昭和19年）2月15日 - 第七六二海軍航空隊司令
  - 7月10日 - 第二航空艦隊参謀
- 1945年（昭和20年）1月1日 - 大村海軍航空隊司令
  - 5月5日 - 第三五二海軍航空隊司令
  - 6月15日 - 名古屋海軍航空隊司令
  - 8月3日 - 第二一〇海軍航空隊司令
- - 死去